# Synodus janus
Synodus janus är en fiskart som beskrevs av Robin S. Waples och Randall, 1989. Synodus janus ingår i släktet Synodus och familjen Synodontidae. Inga underarter finns listade i Catalogue of Life.